# John Adams
John Adams (30. listopada 1735. – 4. srpnja 1826.) bio je drugi Predsjednik Sjedinjenih Američkih Država (1797. – 1801.) te prvi Potpredsjednik SAD-a (1789. – 1797.). Jedan od osnivača Sjedinjenih Američkih Država, Adams je bio državnik, diplomat te glavni zagovornik američkog odcjepljenja od Velike Britanije. Kao visoko obrazovani građanin, Adams je bio prosvjetiteljski politički teoretičar koji je promicao republikanizam kao i unitarizam te je učestalo pisao o svojim idejama koje su bile objavljivane kao njegov službeni rad ili su bile napisane u pismima koje je slao svojoj supruzi i glavnoj savjetnici Abigail Adams. Adams je bio snažan protivnik robovlasništva i nikada u svom vlasništvu nije imao robove. Nakon bostonskog masakra kada su u gradu Bostonu osjećaji protiv Britanaca bili na vrhuncu, Adams je uspješno obranio optužene britanske vojnike na sudu zbog toga što je vjerovao u pravo na obranu svakog čovjeka te "zaštitu nevinih".
Adams je široj javnosti postao poznat već u ranoj fazi Američke revolucije. Kao odvjetnik i javna osoba u Bostonu te kao delegat iz države Massachusetts u Kontinentalnom kongresu, Adams je igrao glavnu ulogu u nagovaranju Kongresa za objavu nezavisnosti. Pomogao je Thomasu Jeffersonu u izradi Deklaracije o nezavisnosti iz 1776. godine te je bio njezin glavni zagovornik u Kongresu. Kasnije, kao diplomat u Europi, pomogao je u mirovnim pregovorima s Velikom Britanijom te uspio dogovoriti krucijalne zajmove vlade od bankara iz Amsterdama. Kao politički teoretičar i povjesničar, Adams je uglavnom sam napisao Ustav države Massachusetts 1780. godine koji je skupa s njegovim ranijim radom Thoughts on Government snažno utjecao na američko političko mišljenje. Jedna od njegovih najznačajnijih karakteristika bila je da je znao izuzetno dobro procijeniti ljude: godine 1775. predložio je da George Washington bude zapovjednik oružanih snaga, a 25 godina kasnije nominirao je Johna Marshalla da postane vrhovni sudac SAD-a.
Zbog svojih zasluga tijekom revolucije, Adams je osigurao dva mandata kao prvi potpredsjednik SAD-a tadašnjem predsjedniku Georgeu Washingtonu, a kasnije je i sam izabran za predsjednika nakon izbora 1796. godine. Tijekom svog jednog mandata, Adams je bio izložen oštrim napadima Jeffersonovskih Republikanaca, kao i dominantnom frakcijom vlastite Federalne stranke koju je predvodio njegov neprijatelj Alexander Hamilton. Adams je donio kontroverzne zakone o otuđivanju i pobuni te okupio vojsku i mornaricu zbog prijetnje nikad objavljenog rata (tzv. "Kvazi-rata") s Francuskom u razdoblju od 1798. – 1800. godine. Jedna od najvećih postignuća njegovog predsjedničkog mandata bila je upravo mirovna rezolucija navedenog sukoba u jeku neslaganja s Hamiltonom.
Godine 1800. Adamsa je na predsjedničkim izborima porazio Thomas Jefferson, pa se Adams povukao u mirovinu u Massachusetts. Kasnije je nastavio svoje prijateljstvo s Jeffersonom. On i njegova supruga osnovali su obiteljsku liniju političara, diplomata i povjesničara koja je danas poznata pod nazivom Politička dinastija Adamsovih. Adams je bio otac Johna Quincyja Adamsa, šestog predsjednika SAD-a. U moderno doba njegova postignuća se uglavnom ističu iznimno pozitivnim, iako tako nisu gledana u vrijeme dok je još bio živ. Adams je bio prvi američki predsjednik koji je za vrijeme svog predsjedničkog mandata boravio u rezidenciji koja će kasnije postati poznata pod nazivom Bijela kuća.

## Rani život i obrazovanje
Kao najstariji od trojice sinova, John Adams rođen je 30. listopada 1735. godine (19. listopada 1735. godine prema starom julijanskom kalendaru) u gradu koji danas nosi naziv Quincy, država Massachusetts (tada je to područje bilo poznato kao "sjeverni policijski okrug" Braintree, Massachusetts). Roditelji su mu bili John Adams Stariji i Susanna Boylston Adams. Adamsovo mjesto rođenja sada je dijelom povijesnog parka Adams National. Njegov otac (1691. – 1761.) bio je potomak pete generacije Henryja Adamsa koji je iz Engleske emigrirao u gradić koji će uskoro dobiti naziv Braintree, Massachusetts oko 1632. ili 1633. godine. John Adams Stariji, potomak Puritanaca nastavio je s tom religijskom tradicijom služeći kao đakon u kongregacijskoj crkvi; također je bio poljoprivrednik, u vojsci je služio kao poručnik, a bio je i gradski vijećnik koji je pod svojim nadzorom imao planove i izgradnju škola i ulica. Adams je učestalo hvalio svog oca i u više navrata isticao da su njih dvojica bili vrlo bliski dok je on bio dječak. Susanna Boylston Adams je bila potomak obitelji medicinara - Boylstons of Brookline.
Mladi Adams upisao je sveučilište Harvard u dobi od 16 godina života, 1751. godine. Njegov otac očekivao je od njega da će postati svećenik, ali Adams u tom pozivu nije vidio sebe. Nakon što je 1755. godine diplomirao nekoliko je godina proveo u Worcesteru (Massachusetts) kako bi si dao vremena da razmisli o tome kamo želi usmjeriti vlastitu karijeru. Nakon pomnog razmišljanja odlučio je postati odvjetnikom, a u pismu kojeg je tom prilikom poslao ocu istaknuo je da rad odvjetnika smatra "plemenitim i galantnim zanimanjem". Pravo je studirao u uredu Johna Putnama, vodećeg odvjetnika u Worcesteru.
Godine 1758., nakon što je završio s Harvardom, Adams je primljen u odvjetničku komoru. Još od rane mladosti stekao je naviku pisanja pa je tako detaljno opisivao događaje i svoja mišljenja o ljudima koje je susretao, a koji su svi dijelom njegova dnevnika kojeg je vodio. Tu je vještinu upotrijebio i u odvjetničkom poslu, često zapisujući slučajeve na koje je nailazio kako bi ih kasnije mogao proučavati i eventualno upotrijebiti u svom radu (dobar primjer ovoga je njegov zapis o slučaju Jamesa Otisa iz 1761. godine na Visokom sudu Massachusettsa).
Dana 25. listopada 1764. godine, pet dana prije svog 29. rođendana, Adams se oženio s Abigail Smith (1744. – 1818.), njegovom rođakinjom u trećem koljenu i kćerkom kongregacijskog svećenika Williama Smitha iz Weymoutha (Massachusetts). Njihova djeca su bila Abigail (1765. – 1813.); budući Predsjednik SAD-a John Quincy Adams (1767. – 1848.); Susanna (1768. – 1770.); Charles (1770. – 1800.); Thomas Boylston (1772. – 1832.) i Elizabeth (mrtvorođena 1777.).
Adams nije bio popularan vođa poput njegovog rođaka u drugom koljenu Samuela Adamsa. Umjesto toga, njegov utjecaj proizašao je iz njegovog rada kao konstitutivni odvjetnik i njegove detaljne analize povijesnih primjera skupa s iscrpnim znanjem pravnih pitanja i njegove posvećenosti principima republikanizma.

## Karijera prije Revolucije

### Protivnik Zakona o žigovima iz 1765.
Adams se prvi puta istaknuo u javnosti kao oštri protivnik Zakona o žigovima (porezu) iz 1765. godine kojeg je bez prethodnog savjetovanja s američkim zakonodavcima u praksu proveo britanski parlament. Amerikanci su ljutito protestirali protiv navedenog zakona zbog toga što su smatrali da isti krši njihova tradicionalna prava kao Engleza. Adams će kasnije istaknuti da je popularnost otpora prema zakonu potaknuta ispisanom verzijom propovijedi bostonskog svećenika Jonathana Mayhewa koji je citirao Poslanicu Rimljanima kako bi objasnio princip pravedne pobune.
Godine 1765. Adams je napisao instrukcije koje su stanovnici Braintreeja poslali svojim predstavnicima u zakonodavno tijelo države Massachusetts, a koje su poslužile kao model za druge gradove koji su nakon toga napisali instrukcije i poslali ih njihovim predstavnicima. U kolovozu iste godine Adams je anonimno napisao četiri članka za Boston Gazette (kasnije su članci objavljeni u The London Chronicle 1768. godine pod naslovom True Sentiments of America, a također su poznati i pod naslovom Rasprava o kanonskom i feudalnom pravu). U potonjem je istaknuo da postoji veza između protestantskih ideja koje su Adamsovi puritanski preci donijeli sa sobom u Novu Englesku i ideje koja se nalazi iza njihovog otpora prema Zakonu o žigovima. U prvom je objasnio da protivljenje kolonija prema Zakonu o žigovima postoji zbog toga što postojanje tog zakona negira američkim kolonistima dva temeljna prava koja su zagarantirana svim Englezima, a koja su zapravo prava svih slobodnih ljudi svijeta: pravo na oporezivanje isključivo nakon pristanka na isto i pravo na suđenje pred porotom.
"Instrukcije Braintreeja" predstavljale su sažetu i otvorenu obranu prava i sloboda kolonija, dok je Rasprava bio esej o političkom obrazovanju.
U prosincu 1765. godine Adams je održao govor pred guvernerom i vijećem u kojem je Zakon o žigovima proglasio nevažećim iz razloga što Massachusetts zbog toga što nema vlastitog predstavnika u Parlamentu nikada nije niti pristao na isti.
Godine 1766. na velikom sastanku u gradu Braintree, Massachusetts, stanovnici su izabrali Johna Adamsa kao svog predstavnika.

### Bostonski masakr
Godine 1770. nakon sukoba na ulici nekoliko je britanskih vojnika ubilo pet civila u onome što je danas poznato pod nazivom bostonski masakr. Vojnici koji su bili umiješani u pucnjavu ubrzo su uhićeni i imali su problem pronaći pravnog savjetnika koji će ih braniti na sudu. U konačnici su zamolili za pomoć Adamsa. On je prihvatio, iako je vjerovao da bi to moglo naštetiti njegovoj tadašnjoj reputaciji. Tijekom iznošenja njihove obrane, Adams je izrekao svoj danas izrazito poznati citat u vezi donošenja odluka na temelju dokaza: "Činjenice su tvrdoglava stvar; i bez obzira na naše osobne želje, naše sklonosti ili strast - ništa od toga ne smije promijeniti status činjenice i dokaza." Također se poslužio i slavnim riječima Williama Blackstonea:
Šestorica vojnika bila su oslobođena svih optužbi. Dvojica koja su pucala direktno na masu ljudi optužena su za ubojstvo, ali za ono bez predumišljaja. Adams je za posao obrane dobio tek malu novčanu kompenzaciju od strane britanskih vojnika. Unatoč njegovim sumnjama, Adams je još u lipnju 1770. godine tijekom pripremanja za suđenje bio izabran za generalni sud Massachusettsa.

### Rasprava u vezi autoriteta Parlamenta
Godine 1772. guverner Massachusettsa Thomas Hutchinson objavio je da on i njegovi suci više neće primati plaće iz zakonodavnog tijela države Massachusetts zbog toga što će od sada pa nadalje njihove plaće isplaćivati britanska kruna iz prihoda od carina. Bostonski radikali protestirali su i zamolili Johna Adamsa da pismeno objasni njihovo protivljenje. U tekstu naslova Two Replies of the Massachusetts House of Representatives to Governor Hutchinson Adams je argumentirao da kolonisti nikada nisu bili pod vrhovnom vladavinom Parlamenta. Njihova originalna povelja bila je samo ona s kraljem pa je i njihova vjernost bila usmjerena isključivo njemu. Ako se nije mogla razjasniti crta između parlamentarnog suvereniteta i potpune nezavisnosti kolonija, nastavio je Adams, kolonijama neće preostati ništa drugo nego izabrati vlastitu neovisnost.
U napisu Novanglus; or, A History of the Dispute with America, From Its Origin, in 1754, to the Present Time Adams je napao određene eseje autora Daniela Leonarda koji su branili Hutchinsonove argumente u vezi apsolutnog autoriteta britanskog parlamenta nad kolonijama. U Novanglusu je Adams detaljno opovrgnuo Leonardove eseje te nakon toga iznio jedan od najiscrpnijih argumenata koje su kolonisti ikada napisali protiv britanske carske politike.
Radilo se o sistematskom pokušaju Adamsa da opiše podrijetlo, prirodu i jurisdikciju nepisanog britanskog ustava. Adams je koristio svoje veliko poznavanje engleskog jezika te kolonijalne zakonodavne povijesti kako bi argumentirao da su pokrajinski parlamenti potpuno suvereni kada se govori o internim pitanjima, a da su kolonije s Velikom Britanijom povezane isključivo i samo preko kralja.

## Kontinentalni Kongres
Potpisnik i jedan od autora Američke deklaracije o nezavisnosti. Drugi predsjednik SAD, od 1797. do 1801. godine. Smatrao da su tradicionalna prava Engleza i prava svakog čovjeka. Glavno mu je djelo Rasprava o kanonskom i feudalnom pravu.
Adams, koji se u Bostonu istakao kao jedan od najuglednijih pravnika, je 1774. godine postao članom Kontinentalnog kongresa. Dvije godine kasnije bio je jedan od potpisnika i ključnih autora Američke deklaracije o nezavisnosti.
U posljednjim godinama američkog rata za nezavisnost je služio kao izaslanik američkih revolucionara u Europi, te je uspješno ishodio priznanje američke nezavisnosti. Godine 1785. postao je prvi američki veleposlanik u Velikoj Britaniji.
Kada je George Washington 1789. godine izabran za prvog američkog predsjednika, Adams je postao njegov potpredsjednik. Na istu je dužnost izabran 1792. godine. Bio je čestom metom javnih kritika, ali se godine 1796. priključio novostvorenoj Federalističkoj stranci te se kandidirao protiv Thomasa Jeffersona iz Demokratsko-republikanske stranke.
Adams je pobijedio, ali je njegov mandat ostao zabilježen po žestokim ideološkim i političkim sukobima između dvije novostvorene stranke, kao i pravca kojim se treba razvijati nova država. Adams, usprkos sudjelovanja u revoluciji, je bio konzervativac, uvjeren da se SAD trebaju osloniti na bivšu maticu, te da su tradicionalna prava Britanaca i prava svakog čovjeka. Jefferson i njegova stranka su, pak, oduševljeni francuskom revolucijom, držali kako se SAD trebaju osloniti na Francusku te joj pomagati u ratu s Velikom Britanijom.
Adams se također, zajedno s Alexanderom Hamiltonom, zalagao za snažnu središnju vlast i nacionalnu ekonomiju temeljenu na industriji, dok se Jefferson zalagao za prava država i nacionalnu temeljenu na poljoprivredi.
Adamsova konzervativna i pro-britanska politika je svoj vrhunac dobila godine 1798. s izbijanjem neobjavljenog pomorskog rata s Francuskom, te zakonima usmjerenim protiv francuske revolucionarne propagande. Tek pred kraj mandata Adams je odlučio popraviti odnose s Francuskom, ali je nepopularni zakon prilično doprinio njegovom porazu na izborima 1800. godine.
Nakon poraza se Adams povukao iz javnog života. Godine 1812. su se on i Jefferson javno pomirili, a stjecajem okolnosti su umrli na isti dan.
Adams je također poznat i kao praotac jedne od najdugovječnijih američkih političkih dinastija. Njegov sin John Quincy Adams je 1824. postao predsjednik SAD, što je do izbora Georgea W. Busha bio jedini takav slučaj u američkoj povijesti.

## Vanjske poveznice
- John Adams: A Resource Guide u Kongresnoj knjižnici
- Pismo Johna Quincyja Adamsa  Arhivirana inačica izvorne stranice od 20. veljače 2021. (Wayback Machine) u kojem opisuje posljednje godine života svoga oca Johna Adamsa – Shapell Manuscript Foundation
- John Adams  Arhivirana inačica izvorne stranice od 18. listopada 2013. (Wayback Machine) u Bijeloj kući
- Izložba o Johnu Adamsu  Arhivirana inačica izvorne stranice od 23. srpnja 2013. (Wayback Machine) na internet stranici Mass.gov
- John Adams i Ustav države Massachusetts  Arhivirana inačica izvorne stranice od 13. studenoga 2013. (Wayback Machine) na internet stranici Mass.gov
- Knjižnica Johna Adamsa u Boston Public Library
- Papiri obitelji Adams: Elektronička arhiva  Arhivirana inačica izvorne stranice od 31. kolovoza 2009. (Wayback Machine) u Massachusetts Historical Society
- The Adams Papers, subset of Founders Online iz nacionalne arhive
- American President: John Adams (1735. – 1826.) u Miller Center of Public Affairs, Sveučilište u Virginiji
- John Adams Papers u Avalon Project
- John Adams: "Inaugural Address", 4. ožujka 1797.  Arhivirana inačica izvorne stranice od 11. prosinca 2014. (Wayback Machine) u The American Presidency Project
- State of the Union Addresses, at The American Presidency Project: 1797  Arhivirana inačica izvorne stranice od 11. prosinca 2014. (Wayback Machine), 1798  Arhivirana inačica izvorne stranice od 11. prosinca 2014. (Wayback Machine), 1799  Arhivirana inačica izvorne stranice od 11. prosinca 2014. (Wayback Machine), 1800  Arhivirana inačica izvorne stranice od 11. prosinca 2014. (Wayback Machine)
- "Thoughts on Government" Adams, travanj 1776. u Constitution Society
- Kompletna medicinska povijest predsjednika Johna Adamsa na DoctorZebra
- John Adams na internetskoj stranici The American Revolution
- John Adams na televizijskom kanalu C-SPAN American Presidents: Life Portraits
- John Adams u židovskoj enciklopediji
- Djela John Adams na Projekt Gutenbergu
- Booknotes interview with Joseph Ellis on Passionate Sage: The Character and Legacy of John Adams, 5. rujna 1993.